# Liste der denkmalgeschützten Objekte in St. Johann in Tirol
Die Liste der denkmalgeschützten Objekte in St. Johann in Tirol enthält die 32 denkmalgeschützten, unbeweglichen Objekte der Gemeinde St. Johann in Tirol.

## Denkmäler
| Foto |                 | Denkmal                                                                                                  | Standort                                                        | Beschreibung | Metadaten |
| ---- | --------------- | --- | --------------------------------------------------------------- | --- | --- |
| ja   | Datei hochladen | Kreuzweg und Georgs-Bildstock mit Friedhofsummauerung HERIS-ID: 77983 Objekt-ID: 91621 TKK: 50397, 50398 | Bahnhofstraße 1, in der Nähe Standort KG: St. Johann in Tirol   | Der Bildstock besitzt ein weit vorkragendes Satteldach und eine Nische, in der sich ein Holzrelief des hl. Georg von Gret Einberger aus dem Jahr 1955 befindet. Die Friedhofsmauer besitzt 14 aufgemauerte Stelen mit gemalten Kreuzwegstationen aus dem späten 18. Jahrhundert. | BDA-Hist.: Q38150930 Status: § 2a Stand der BDA-Liste: 2025-06-30 Name: Kreuzweg und Georgs-Bildstock mit Friedhofsummauerung GstNr.: .6                                                         |
| ja   | Datei hochladen | Friedhofskapelle, Beinhaus und Friedhofsmauer HERIS-ID: 78430 Objekt-ID: 92091 TKK: 11758                | bei Bahnhofstraße 1 Standort KG: St. Johann in Tirol            | Die Nischenkapelle mit geschweiftem Giebel und Pilastern besitzt Fresken von Simon Benedikt Faistenberger mit einer Darstellung der Kreuzigung Christi sowie im Auszugsbild der Auferstehung Christi. Die vergitterte Nische im Sockelbereich wurde bis zum Anfang des 20. Jahrhunderts als Beinhaus verwendet. | BDA-Hist.: Q38152159 Status: § 2a Stand der BDA-Liste: 2025-06-30 Name: Friedhofskapelle, Beinhaus und Friedhofsmauer GstNr.: .1                                                                 |
| ja   | Datei hochladen | Polytechnische Schule mit Kulturzentrum HERIS-ID: 77987 Objekt-ID: 91625 TKK: 50393                      | Bahnhofstraße 3 Standort KG: St. Johann in Tirol                | Das Gebäude wurde 1890 als Volksschule erbaut und 1912 um ein Stockwerk erhöht. Es weist ein breites Satteldach und eine fünfachsiger Fassade sowie einige Merkmale des so genannten Heimatstils auf, die sich vor allem beim Portal, dem Balkon und den Fensterüberdachungen bemerkbar machen. | BDA-Hist.: Q38150952 Status: § 2a Stand der BDA-Liste: 2025-06-30 Name: Polytechnische Schule mit Kulturzentrum GstNr.: 16/22                                                                    |
| ja   | Datei hochladen | Marktgemeindeamt HERIS-ID: 77988 Objekt-ID: 91627 TKK: 50394                                             | Bahnhofstraße 5 Standort KG: St. Johann in Tirol                | Das Marktgemeindeamt wurde 1954/55 erbaut. Der längsgestreckte, dreigeschoßige Bau hat eine regelmäßige Fassadengliederung und ein Satteldach. An der südlichen Giebelseite befindet sich ein Laubengang, darüber eine Inschrift, das Tiroler Landeswappen und das Gemeindewappen, an der Südostecke ein Polygonalerker. An der westlichen Traufseite Darstellung der vier Jahreszeiten. Die Fassadenmalerei stammt von Luis Alton (1894–1972). | BDA-Hist.: Q38150964 Status: § 2a Stand der BDA-Liste: 2025-06-30 Name: Marktgemeindeamt GstNr.: 16/14                                                                                           |
| ja   | Datei hochladen | Heimatmuseum HERIS-ID: 55908 Objekt-ID: 64812 TKK: 24227                                                 | Bahnhofstraße 8 Standort KG: St. Johann in Tirol                | Das 1724 erbaute Gebäude diente im 18. und 19. Jahrhundert als Priesterseminar und Korrektionsanstalt für Geistliche mit sündigem Lebenswandel (Riester’sches Priesterhaus). Später waren in dem Haus die Volksschule, das Gemeindeamt und zahlreiche andere kommunale Einrichtungen untergebracht. 1994 erfolgte die Adaptierung als Museum, 2003 die Errichtung einer unterirdischen Verbindung zum so genannten Waschhäusl (ehemaliger Gemeindestadl). Der kleine, zweigeschoßige, giebelseitig erschlossene Bau hat ein flaches, weit vorkragendes Satteldach, im Giebel zwei kleine querovale Fenster und an der Rückseite einen Söller über die volle Giebelseite. Zum Waschhäusl hin befindet sich ein angefügter Glaskubus für die Wendeltreppe, die zur Kellerverbindung in das Nebengebäude führt. | BDA-Hist.: Q38068699 Status: § 2a Stand der BDA-Liste: 2025-06-30 Name: Heimatmuseum GstNr.: .4/1 Museum St. Johann in Tirol                                                                     |
| ja   | Datei hochladen | Waschhäusl, ehemaliger Gemeindestadel HERIS-ID: 77986 Objekt-ID: 91624 TKK: 14735                        | bei Bahnhofstraße 8 Standort KG: St. Johann in Tirol            | Neben dem Heimatmuseum, ehemaligen Priesterhaus, steht dessen Wirtschaftsgebäude, das so genannte Waschhäusl (Waschküche). Der Bau mit dem steilen Schopfwalmdach stammt aus dem Jahr 1787 und wurde 2004 durch einen großen Kellerraum unter der Straße mit dem Hauptgebäude verbunden. Er beherbergt seither die Ausstellung felsenreich – Mythos und Erlebnis Kaisergebirge. | BDA-Hist.: Q38150942 Status: § 2a Stand der BDA-Liste: 2025-06-30 Name: Waschküche, Gemeindestadel GstNr.: .4/1 Waschhäusl, St. Johann in Tirol                                                  |
| ja   | Datei hochladen | Wandmalereien am Pflegeheim St. Johann und Kapelle HERIS-ID: 77989 Objekt-ID: 91629 TKK: 50395           | Bahnhofstraße 10 Standort KG: St. Johann in Tirol               | 1949 wurde eine erste Kapelle im damaligen Gemeindespital errichtet. Im Jahr 2002/2003 wurde sie für das Pflegeheim neu gebaut. Der Kapellenraum hat einen halbkreisförmigen Grundriss, die drei Glasfenster von Gottlieb Kempf-Hartenberg wurden aus der alten Krankenhauskapelle übernommen. Die Wandmalereien an der Fassade stammen von Patricia Karg. | BDA-Hist.: Q38150976 Status: § 2a Stand der BDA-Liste: 2025-06-30 Name: Wandmalereien am Pflegeheim St. Johann und Kapelle GstNr.: 19/7                                                          |
| ja   | Datei hochladen | Antoniuskapelle HERIS-ID: 59751 Objekt-ID: 71321 TKK: 14754                                              | neben Bahnhofstraße 12 Standort KG: St. Johann in Tirol         | Die oktogonale Kapelle wurde 1669–1674 als Grabkirche für Dekan Jacob de Berti errichtet. Der schwarz-gold gefasste Altar mit dem Renaissance-Bild des hl. Antonius ist im Stil des höfischen Barocks gehalten. Die acht Heiligenfiguren in den Ecken der Kapelle mit den Bergbaupatronen Barbara und Daniel, den Wetterpatronen Johannes und Paulus, den Pestpatronen Sebastian und Rochus, und den Familienpatronen Josef und Joachim schuf der Kitzbüheler Bildhauer Benedikt Faistenberger. Die Kuppel birgt ein historisch bedeutsames Monumentalfresko von Josef Schöpf, der 1803 mit der Darstellung des Ortes St. Johann in Tirol und dessen Umgebung das erste Panoramabild einer Tiroler Berglandschaft geschaffen hat. | BDA-Hist.: Q38088568 Status: § 2a Stand der BDA-Liste: 2025-06-30 Name: Antoniuskapelle GstNr.: .6 Antoniuskapelle (Sankt Johann in Tirol)                                                       |
| ja   | Datei hochladen | Einsiedelei Maria-Blut HERIS-ID: 77892 Objekt-ID: 91527 TKK: 15210                                       | Bärnstetten 90 Standort KG: St. Johann in Tirol                 | 1696 wurde am Fuße des Niederkaisers eine Einsiedlerklause errichtet, die seither ununterbrochen von Eremiten bewohnt ist. Der zweigeschoßige Bau mit steilem Satteldach und Mansarden besitzt im Inneren einen volkskundlich interessanten Gebetsraum mit Grottendekorationen aus Kieselsteinen. | BDA-Hist.: Q38150756 Status: § 2a Stand der BDA-Liste: 2025-06-30 Name: Einsiedelei Maria-Blut GstNr.: 3109 Einsiedelei Maria-Blut                                                               |
| ja   | Datei hochladen | Kapelle Maria-Blut HERIS-ID: 77881 Objekt-ID: 91516 TKK: 14622                                           | Bärnstetten 90 Standort KG: St. Johann in Tirol                 | Die Wallfahrtskapelle mit halbrunder Apsis und Dachreiter birgt in ihrem Inneren ein barockes Säulenaltärchen mit einer Kopie des Gnadenbildes Maria Blut von Ré in Piemont. Die Gewölbemalereien mit Herz-Jesu-Medaillon und Maria Heimsuchung stammen von Peter Thaler (1947/48). In der Kapelle befindet sich ein lebensgroßes barockes Kruzifix und eine Darstellung von Christus als Schmerzensmann. An der Sakristeitür findet sich eine Darstellung des Einsiedlers hl. Paulus von Theben und auch an der Altarmensa sind die Einsiedler Paulus von Theben, Antonius der Eremit und Hieronymus dargestellt. | BDA-Hist.: Q38150715 Status: § 2a Stand der BDA-Liste: 2025-06-30 Name: Kapelle Maria-Blut GstNr.: 3109 Einsiedelei Maria-Blut                                                                   |
| ja   | Datei hochladen | Widum, Dechanthof HERIS-ID: 55906 Objekt-ID: 64810 TKK: 10612                                            | Dechant-Wieshoferstraße 1 Standort KG: St. Johann in Tirol      | Der um 1400 errichtete Dekanatspfarrhof (auch Chiemseehof) war von 1446 bis 1808 Sommer- bzw. Pastoralresidenz der Bischöfe von Chiemsee und ist seit 1621 Dekanatssitz. Der dreigeschoßige Bau mit weit vorkragendem Satteldach, segmentbogigen Arkaden im Erdgeschoß, einem die ganze Breite der Fassade einnehmenden Balkon und einem turmartigen Eckerker wurde in der zweiten Hälfte des 18. Jahrhunderts im barocken Stil großzügig ausgebaut. Im ersten Stock befindet sich ein gotischer Saal mit Freskenfragmenten aus dem 15. Jahrhundert sowie einer bedeutenden Portraitgalerie aller St. Johanner Priester und Dekane seit dem 15. Jahrhundert bis heute. | BDA-Hist.: Q38068682 Status: § 2a Stand der BDA-Liste: 2025-06-30 Name: Widum, Dechanthof GstNr.: 137/1                                                                                          |
| ja   | Datei hochladen | Schmiede, Geigen HERIS-ID: 77996 Objekt-ID: 91636 TKK: 10485                                             | Dechant-Wieshoferstraße 3 Standort KG: St. Johann in Tirol      | Das Wirtschaftsgebäude des Dechanthofes ist ein zweigeschoßiger, langgestreckter Bau mit schmaler, einachsiger Giebelseite. Es stammt aus der Mitte des 18. Jahrhunderts. Das Erdgeschoß ist gemauert, das Obergeschoß in Kantholzblockbau gezimmert. An zwei Seiten Balkon mit glatter, senkrechter Bretterbrüstung. Flaches Satteldach mit geschnitzten Pfetten. | BDA-Hist.: Q38151011 Status: § 2a Stand der BDA-Liste: 2025-06-30 Name: Schmiede, Geigen GstNr.: 137/1                                                                                           |
| ja   | Datei hochladen | Bankgebäude, Kooperatorenstöckl HERIS-ID: 77997 Objekt-ID: 91637 TKK: 14737                              | Dechant-Wieshoferstraße 7 Standort KG: St. Johann in Tirol      | Das ehemalige Wirtschaftsgebäude mit einem Baukern aus dem 15. Jahrhundert war ursprünglich durch einen gedeckten Gang mit dem Dekanatspfarrhof verbunden. Es wurde 1973 umgebaut und bis auf die Gewölbe im Erdgeschoß abgetragen. Es wird jetzt als Bankfiliale genutzt. Der zweigeschoßige, lang gestreckte Bau ist mit einem Schopfwalmdach gedeckt. Das Dach ist mit Holzschindeln gedeckt, zeigt Schleppgauben und ist an der Westseite bis auf das Erdgeschoßniveau herabgezogen. Der Flur im Erdgeschoß teils mit Tonnen-, teils mit Kreuzgewölbe, jeweils mit Stichkappen. Die Bögen, Fenster und Ecken an den Fassaden sind mit einfachen Faschen versehen. | BDA-Hist.: Q38151023 Status: § 2a Stand der BDA-Liste: 2025-06-30 Name: Bankgebäude, Kooperatorenstöckl GstNr.: 137/1                                                                            |
| ja   | Datei hochladen | Figurenbildstock hl. Johannes Nepomuk HERIS-ID: 55910 Objekt-ID: 64815 TKK: 14600                        | bei Dechant-Wieshoferstraße 14 Standort KG: St. Johann in Tirol | Die Bildsäule mit einer mächtigen, sehr gut durchgearbeiteten Skulptur des hl. Johannes Nepomuk stammt inschriftlich aus dem Jahre 1718 und ist die älteste Steinfigur dieses Heiligen in Tirol (elf Jahre vor dessen Heiligsprechung). Sie dürfte vom Salzburger Bildhauer Josef Anton Pfaffinger (1684–1758) stammen. Auf dem hohen, viereckigen Sockel das ausgemeißelte Wappen des Bischofs Anton Adolf von Chiemsee und eine Inschrifttafel. | BDA-Hist.: Q38068718 Status: § 2a Stand der BDA-Liste: 2025-06-30 Name: Figurenbildstock hl. Johannes Nepomuk GstNr.: 5651/1                                                                     |
| ja   | Datei hochladen | Bauernhaus Schwarzinger HERIS-ID: 40156 Objekt-ID: 40052 TKK: 14738                                      | Dechant-Wieshoferstraße 19 Standort KG: St. Johann in Tirol     | Das Bauernhaus stammt aus der 2. Hälfte des 18. Jahrhunderts. Der zweigeschoßige Einhof ist quergeteilt und hat einen Mittelflurgrundriss. Der Wohnteil ist giebelseitig erschlossen, durchgehend gemauert und regelmäßig gegliedert. Das Marmorportal hat einen geraden Sturz, eine kleine Oberlichte und eine aufgedoppelte, zweiflügelige Tür. Die Fenster des Wohnhauses sind mit Muschelwerkumrahmung versehen. An der Giebelfassade befinden sich gemalte Darstellungen der Marienkrönung sowie der hll. Josef und Johannes von Nepomuk. Im ersten Obergeschoß zwei eiserne Fensterkörbe. Das flache Satteldach springt weit vor. Innen gemalte Rokokorahmen um die Türen im Mittelflur, der Keller ist stichkappengewölbt, zwei vertäfelte Stuben sind erhalten. Der Wirtschaftstrakt wurde unter Miteinbeziehung des alten Gewölbes neu errichtet. | BDA-Hist.: Q37993198 Status: Bescheid Stand der BDA-Liste: 2025-06-30 Name: Bauernhaus Schwarzinger GstNr.: 150 Bauernhaus Schwarzinger, St. Johann in Tirol                                     |
| ja   | Datei hochladen | Winterstellerkaserne, Objekt 7 HERIS-ID: 40157 Objekt-ID: 40053 TKK: 50403                               | Dechant-Wieshoferstraße 37 Standort KG: St. Johann in Tirol     | Die ehemalige Reithalle wurde 1939 errichtet und wird jetzt als Garage genutzt. Das langgestreckte, gemauerte, eingeschoßige Gebäude über rechteckigem Grundriss hat einen mächtigen Dachstuhl und ein weit vorspringendes Satteldach, das an den Traufseiten mit geschnitzten Schrägstreben gestützt wird. An den beiden Schmalseiten befinden sich mächtige, reich gegliederte Bundwerkgiebel mit mehreren, von innen verschalten Andreaskreuzen, doppelten Kopfbändern und drei quadratischen Giebelfenstern. Unmittelbar über der Mauer sind kleine Fenster angebracht, die sich am Kniestock der Längsseiten fortsetzen. Inneren im westlichen Teil ein mächtiger, offener, hölzerner Dachstuhl. Im östlichen Teil sind Zimmer eingebaut. | BDA-Hist.: Q37993212 Status: Bescheid Stand der BDA-Liste: 2025-06-30 Name: Winterstellerkaserne, Objekt 7 GstNr.: .983                                                                          |
| ja   | Datei hochladen | Fassaden und Treppenhaus des Postamtes HERIS-ID: 55909 Objekt-ID: 64814 TKK: 6016                        | Hauptplatz 11 Standort KG: St. Johann in Tirol                  | Das Postamt wurde 1928 errichtet. Die achtachsige Giebelfassade des dreigeschoßigen Ziegelbaus springt von der zweiten bis zur siebten Achse risalitartig vor und wird in den Obergeschoßen durch auf Kunststeinkonsolen aufliegende, teilweise übereck verlaufende Balkone mit horizontal angeordneten Brüstungsbrettern akzentuiert. In der Wandfläche zwischen Erdgeschoß und erstem Obergeschoß Darstellung des Tiroler Adlers von Ralf Caloja, im Feld zwischen dem ersten und zweiten Obergeschoß Darstellungen zum Postwesen. Die Fassadenmalerei stammt von P. Wojtek (inschriftlich). Im Treppenhaus schmiedeeisernes Treppengitter aus diagonal verlaufenden Stäben und versetzt angeordneten Rechtecken. | BDA-Hist.: Q38068708 Status: Bescheid Stand der BDA-Liste: 2025-06-30 Name: Fassaden und Treppenhaus des Postamtes GstNr.: 137/2 Postamt St. Johann in Tirol                                     |
| ja   | Datei hochladen | Kath. Pfarrkirche Mariä Himmelfahrt und Friedhof HERIS-ID: 55907 Objekt-ID: 64811 TKK: 11336             | gegenüber Hauptplatz 13 Standort KG: St. Johann in Tirol        | → Hauptartikel : Dekanatspfarrkirche St. Johann in Tirol f1 | BDA-Hist.: Q1183630 Status: § 2a Stand der BDA-Liste: 2025-06-30 Name: Kath. Pfarrkirche Mariä Himmelfahrt und Friedhof GstNr.: .1 Dekanatspfarrkirche Mariä Himmelfahrt (Sankt Johann in Tirol) |
| ja   | Datei hochladen | Kriegerdenkmal HERIS-ID: 78001 Objekt-ID: 91641 TKK: 11647                                               | bei Hauptplatz 13 Standort KG: St. Johann in Tirol              | Das Kriegerdenkmal wurde 1921–1923 errichtet. Auf einem Sockel ein Kreuz mit kurzem Querbalken und nach vorne hängendem Gekreuzigten. Ihm zu Füßen ein hockender, sterbender Krieger, rechts davon ein Soldat mit Helm, der beide Hände auf sein Gewehr stützt und sich über den Sterbenden beugt. Die Bildhauerarbeit stammt von Andreas Hinterholzer (1875–1956), wohl auch die Initialen AH. Dahinter befindet sich eine halbrunde Mauer mit den Namen aller St. Johanner Gefallenen der beiden Weltkriege. | BDA-Hist.: Q38151045 Status: § 2a Stand der BDA-Liste: 2025-06-30 Name: Kriegerdenkmal GstNr.: .856                                                                                              |
| ja   | Datei hochladen | Doppelbrunnen, Wieshofer-Denkmal HERIS-ID: 78424 Objekt-ID: 92085 TKK: 10488                             | Hauptplatz Standort KG: St. Johann in Tirol                     | Der Doppelbrunnen ist ein Denkmal für den St. Johanner Dekan Matthias Wieshofer (1752–1819, Dekan von 1784 bis 1819), der im Tiroler Volksaufstand 1809 den Ort vor der Zerstörung durch Franzosen und Bayern bewahrt hat. Die Statue wurde 1908 anlässlich des bevorstehenden Jubiläums von Norbert Pfretzschner geschaffen. Der Brunnen wurde als Abschluss der neu gebauten Hochquellenwasserleitung am Kirchplatz errichtet. 1923 musste das Wieshoferdenkmal dem Kriegerdenkmal weichen. 1998 wurde es an seinem aktuellen Standort vor dem Dekanatspfarrhof aufgestellt. Es wird flankiert von Gedenktafeln an lokale Freiheitskämpfer von 1809. | BDA-Hist.: Q38152140 Status: § 2a Stand der BDA-Liste: 2025-06-30 Name: Doppelbrunnen, Wieshofer-Denkmal GstNr.: 137/1 Wieshofer monument, St. Johann in Tirol                                   |
| ja   | Datei hochladen | Kath. Filialkirche St. Nikolaus zu Spital in der Weitau HERIS-ID: 77937 Objekt-ID: 91573 TKK: 14588      | Innsbruckerstraße Standort KG: St. Johann in Tirol              | Die Filial- und ehemalige Spitalskirche St. Nikolaus in der Weitau wurde 1262 von den Herren von Velben zusammen mit einem Pilgerhospiz gestiftet. Die dreijochige Kirche mit Dachreiter und gotischem Drei-Achtel-Chor besitzt mehrere bedeutende mittelalterliche Kunstwerke: zwei qualitätsvolle Grabsteine aus der Übergangszeit von der Gotik zur Renaissance, das einzige in Tirol erhaltene gotische Fenster mit Glasmalereien aus der zweiten Hälfte des 15. Jahrhunderts mit reichem Bildprogramm von Stiftern und Heiligen sowie die beiden ältesten Glocken Tirols aus dem Jahr 1262. Im Dachboden über dem barocken Gewölbe finden sich Reste von Fresken aus dem 15. Jahrhundert mit einer Darstellung des Himmlischen Jerusalem. 1744/45 wurde die Kirche barockisiert. Die Gewölbefresken stammen von Simon Benedikt Faistenberger mit Darstellungen des hl. Nikolaus, des hl. Johannes Nepomuk und der vierzehn Nothelfer, die Wandfresken von Josef Adam Mölk mit Ölberg- und Kreuzigungsszene sowie dem Brückensturz des hl. Johannes Nepomuk. Das Altarbild von Michael Greiter zeigt den hl. Nikolaus und die hl. Margarethe, die Pietà am linken Seitenaltar schuf Joseph Haid, die qualitätsvollen Rokokostukkaturen stammen aus der Werkstatt von Johann Georg Üblher. | BDA-Hist.: Q38150844 Status: § 2a Stand der BDA-Liste: 2025-06-30 Name: Kath. Filialkirche St. Nikolaus zu Spital in der Weitau GstNr.: .583 Sankt Nikolaus zu Spital in der Weitau              |
| ja   | Datei hochladen | Bronzestatue hl. Nikolaus HERIS-ID: 77938 Objekt-ID: 91574 TKK: 14589                                    | bei Innsbruckerstraße 77 Standort KG: St. Johann in Tirol       | Die überlebensgroße, expressive Bronzeplastik des hl. Nikolaus stammt von Heinrich Tilly aus dem Jahre 1986. | BDA-Hist.: Q38150854 Status: § 2a Stand der BDA-Liste: 2025-06-30 Name: Bronzestatue hl. Nikolaus GstNr.: .582/1                                                                                 |
| ja   | Datei hochladen | Landwirtschaftliche Landeslehranstalt Weitau HERIS-ID: 77939 Objekt-ID: 91575 TKK: 50430                 | Innsbruckerstraße 77a Standort KG: St. Johann in Tirol          | Das ursprüngliche Schulgebäude wurde 1958 erbaut. Der zweigeschoßige, lang gezogene Bau mit flachem Satteldach ist mit floralen und figuralen Fassadenmalereien zum Thema Landwirtschaft von Walter Honeder versehen. 2003/04 wurde ein Erweiterungsbau nach Plänen von Philipp Stoll und Reinhard Wagner errichtet, der den Schulkomplex nach Norden abschließt. Der klar strukturierte Baukörper ist in Holzbauweise ausgeführt und weist offene Erschließungs- und Gemeinschaftszonen sowie helle Klassenräume auf. | BDA-Hist.: Q38150865 Status: § 2a Stand der BDA-Liste: 2025-06-30 Name: Landwirtschaftliche Landeslehranstalt Weitau GstNr.: 3487/1                                                              |
| ja   | Datei hochladen | Bauernhaus Rehler/Rehrler/Röhrlerhof HERIS-ID: 46443 Objekt-ID: 48485 TKK: 14691                         | Innsbruckerstraße 85 Standort KG: St. Johann in Tirol           | Der Rehlerhof ist ein zweigeschoßiger Einhof, quergeteilt, mit Mittelflurgrundriss. Der Baukern stammt aus dem 16. Jahrhundert, Umbauten erfolgten inschriftlich 1713 und 1891. Der Wohnteil ist giebelseitig erschlossen, im Erdgeschoß gemauert, Ober- und Dachgeschoß sind als Kantholzblockbau mit Schwalbenschwanzeckverbindung aufgeführt. Das steinerne Rundbogenportal hat ein gefastes Gewände, die Fenster im Erdgeschoß ebenfalls mit steinernen, gefasten Rahmungen und Durchsteckgittern. Im Obergeschoß umlaufender Söller, darüber im Giebelfeld kleiner Söller. Das weit vorkragende Satteldach hat ein Glockentürmchen, die Pfetten sind durch ausgeschnittene Pfettenkopfbretter abgedeckt. Der Keller ist gewölbt, der Mittelflur mit Stichkappengewölbe, Küche mit Kreuzgewölbe, und die Speis ebenfalls mit Stichkappentonne. Der Wirtschaftstrakt ist im Erdgeschoß gemauert, die darüberliegende Tenne ist in luftig gezimmerter Kantholzblockbauweise errichtet und weist traufseitig senkrecht mit Brettern verschalte Umgänge auf. | BDA-Hist.: Q38021642 Status: Bescheid Stand der BDA-Liste: 2025-06-30 Name: Bauernhaus Rehrler/Röhrlerhof GstNr.: 3499 Röhrlerhof, St. Johann in Tirol                                           |
| ja   | Datei hochladen | Dreschtenne Röhrler HERIS-ID: 77863 Objekt-ID: 91497 TKK: 15204                                          | bei Innsbruckerstraße 85 Standort KG: St. Johann in Tirol       | Die Dreschtenne ist ein aus dem 18. Jahrhundert stammender, giebelseitig erschlossener Bau mit Satteldach. Das Untergeschoß ist gemauert, das Erdgeschoß in Kantholzblockbauweise errichtet und das auskragende Obergeschoß als senkrecht verbretterter Riegelbau aufgeführt. Bestandteil der Anlage Röhrlerhof. | BDA-Hist.: Q38150621 Status: Bescheid Stand der BDA-Liste: 2025-06-30 Name: Dreschtenne Röhrler GstNr.: 3499 Röhrlerhof, St. Johann in Tirol                                                     |
| ja   | Datei hochladen | Austraghaus Röhrler HERIS-ID: 77859 Objekt-ID: 91493 TKK: 15203                                          | Innsbruckerstraße 87 Standort KG: St. Johann in Tirol           | Das Austraghaus wird in das 19. Jahrhundert datiert. Der kleine, zweigeschoßige Bau mit Satteldach, hat ein gemauertes Erdgeschoß und ein in Kantholzblockbauweise bzw. als senkrecht verbretterter Riegelbau errichtetes Obergeschoß. Das Obergeschoß ist durch eine traufseitig angelegte Holztreppe und den giebelseitig vorgelagerten Balkon zugänglich. Bestandteil der Anlage Röhrlerhof. | BDA-Hist.: Q38150609 Status: Bescheid Stand der BDA-Liste: 2025-06-30 Name: Austraghaus Röhrler GstNr.: 3499 Röhrlerhof, St. Johann in Tirol                                                     |
| BW   | Datei hochladen | Einhof "Unterbürg" HERIS-ID: 77869 TKK: 50391seit 2023                                                   | Innsbruckerstraße 94 Standort KG: St. Johann in Tirol           | | BDA-Hist.: Q119231467 Status: Bescheid Stand der BDA-Liste: 2025-06-30 Name: Einhof "Unterbürg" GstNr.: .542                                                                                     |
| ja   | Datei hochladen | Mitterndorf-Kapelle HERIS-ID: 77878 Objekt-ID: 91513 TKK: 14633                                          | Mitterndorf 8, in der Nähe Standort KG: St. Johann in Tirol     | Die einjochige, gemauerte Kapelle mit dreiseitigem Chor und steilem, mit Holzschindeln gedecktem Satteldach stammt aus der 1. Hälfte des 19. Jahrhunderts. Sie hat eine Rechtecktür, je ein halbrund geschlossenes Fenster an den Traufseiten sowie ein Medaillon mit Darstellung des hl. Johannes Nepomuk (2017 erneuert) im Giebelfeld. Innen flaches Tonnengewölbe und Schmiedeeisengitter vor dem Altarraum, in dem sich ein Gemälde mit einer Darstellung von Maria-Hilf, Nikolaus und Magadalena aus dem Jahr 2004 befindet. | BDA-Hist.: Q38150679 Status: § 2a Stand der BDA-Liste: 2025-06-30 Name: Mitterndorf-Kapelle GstNr.: 5660                                                                                         |
| ja   | Datei hochladen | Bildstock, Steinstele HERIS-ID: 77918 Objekt-ID: 91553 TKK: 50421                                        | bei Oberhofenweg 57 Standort KG: St. Johann in Tirol            | Die monolithische Steinstele mit aufgesetztem, dreibalkigem Eisenkreuz hat vorne eine mittig liegende, durch einen eingezogenen Rundbogen abgeschlossene Rechtecksnische mit einer Pietà-Darstellung. | BDA-Hist.: Q38150824 Status: § 2a Stand der BDA-Liste: 2025-06-30 Name: Bildstock, Steinstele GstNr.: 5669/1                                                                                     |
| ja   | Datei hochladen | Panzerkaserne, Objekt 1 HERIS-ID: 40155 Objekt-ID: 40051 TKK: 50406                                      | Oberhofenweg Standort KG: St. Johann in Tirol                   | Das langgezogene, gemauerte, eingeschoßige Gebäude über rechteckigem Grundriss, mit dem steilen, weit vorspringenden, auf geschnitzten Schrägstreben gestützten Satteldach wurde 1940 erbaut. Die Ecken sind durch schräge Natursteinpfeiler betont, die Fassaden sind regelmäßig gegliedert. Im Inneren ist die alte Raumeinteilung erhalten, im nördlichen, teilweise verbauten Teil ist sogar die Heraklithisolierung im offenen Dachstuhl noch vorhanden. | BDA-Hist.: Q37993182 Status: Bescheid Stand der BDA-Liste: 2025-06-30 Name: Panzerkaserne, Objekt Nr. 1 GstNr.: 408/22                                                                           |
| ja   | Datei hochladen | Schule, Doppelhauptschule (NMS) St. Johann HERIS-ID: 78418 Objekt-ID: 92079 TKK: 15208                   | Postfeld 17 Standort KG: St. Johann in Tirol                    | Der 1972 bis 1977 errichtete Schulbau folgt den Schulbauidealen der 1970er Jahre. Der Betonbau ist symmetrisch angelegt und besteht aus zwei Klassentrakten und zwei Turnsälen, zwischen den Trakten sind Sonderklassen, Aula und Verwaltung untergebracht. Der Gebäudekomplex besteht aus kubischen Baukörpern in unterschiedlichen Geschoßhöhen. Die künstlerische Ausstattung stammt von Franz Cziharz, Dietrich Ecker, Herbert Missoni und Jörg Waldmüller. | BDA-Hist.: Q38152131 Status: § 2a Stand der BDA-Liste: 2025-06-30 Name: Schule, Doppelhauptschule (NMS) St. Johann GstNr.: 194/11                                                                |
| ja   | Datei hochladen | Gmail-Kapelle HERIS-ID: 77900 Objekt-ID: 91535 TKK: 14611                                                | Standort KG: St. Johann in Tirol                                | Der Name „Gmail“ leitet sich von einem ursprünglich dort befindlichen Gemälde ab. Die Kapelle wurde 1782 (wahrscheinlich von Andrä Hueber aus Kitzbühel) in eine Felshöhle des Niederkaisers als spätbarocker Zentralbau mit Flachkuppel gebaut. Sie besitzt in ihrem Inneren eine Marienstatue aus dem 20. Jahrhundert, zierliche Rokokostukkaturen sowie volkstümliche Fresken. Der ehemals in der Kapelle aufgestellte Rokokoaltar befindet sich heute in der Kapelle des Seniorenwohnheims St. Johann in Tirol. | BDA-Hist.: Q38150790 Status: § 2a Stand der BDA-Liste: 2025-06-30 Name: Gmail-Kapelle GstNr.: .791 Gmail-Kapelle                                                                                 |